# Джо Мантенья
Джозеф Ентоні «Джо» Мантенья мол. (англ. Joseph Anthony «Joe» Mantegna, Jr.; нар.13 листопада 1947, Чикаго, США) — американський актор, сценарист, продюсер, режисер італійського походження. Найбільш відомий ролями у фільмах «Хрещений батько 3», «Пустоголові», «Прощання з Парижем», а також роллю Девіда Россі у телесеріалі «Криміналісти: мислити як злочинець».

## Життєпис
Народився Джо Мантенья 13 листопада 1947 року, в м. Чикаго (штат Іллінойс, США) у родині італійських емігрантів — Джозефа Ентоні Мантеньї та Маріанни Мантеньї. Закінчив «Школу драми Гудмана» у 1969 році.
Знімається у кіно з 1976 року. У 1978 році дебютував на Бродвеї. Знявся більше ніж у 150 фільмах. Найвідоміші: комедія «Повзучи від гангстерів» (Baby's Day Out), кримінальна драма «Хрещений батько-3» (Godfather: Part III), драма «Знаменитість» (Celebrity). Спеціалізується на ролях італійських гангстерів. Багато знімався в серіалах: «Суботнього вечора в прямому ефірі» (Saturday Night Live), Archie Bunker's Place, Bosom Buddies, Greatest American Hero, Саймон і Саймон, Зона сутінків, Ох, вже ці дітки!, Фрейзьер, Занепалі ангели, Останній дон, Перший понеділок, Joan of Arcadia, Криміналісти: мислити як злочинець (Criminal Minds), «Сімпсони».
Одружений з Арлін Врело, має двох дочок Мію і Джію.

## Останні роботи
| Рік       | Фільм                              | Оригінальна назва         | Роль                                    |
| --------- | ---------------------------------- | ------------------------- | --------------------------------------- |
| 1996      | Той, що худне                      | Thinner                   | Річчі Джинеллі                          |
| 1996      | Близько до серця                   | Up Close and Personal     | Бакі Терранова                          |
| 2000      | Човен                              | Lakeboat                  | Хлопець у ворота (в титрах не вказаний) |
| 2009      | Самотня вулиця                     | Lonely Street             | Джеррі Фінкелмен                        |
| 2009      | Моє самогубство                    | My Suicide                | індійський психіатр                     |
|           | The Assistants                     | The Assistants            | Гері Грін                               |
| 2009      | Будинок, який побудував Джек       | The House That Jack Built | Джек мол.                               |
| 1991-2010 | Сімпсони                           | The Simpsons              | Жирний Тоні (озвучив 25 епізодів)       |
| 2007-     | Криміналісти: мислити як злочинець | Criminal Minds            | Девід Россі                             |
| 2011      | Тачки 2                            | Cars 2                    |                                         |

## Нагороди
На Венеційському фестивалі у 1988 році отримав Кубок Вольпі за найкращу чоловічу роль у фільмі «Все міняється». Також номінувався в 1999 році на «Золотий глобус» у категорії «Найкращий актор другого плану мінісеріалу або фільму на ТБ» (телевізійний фільм «Щуряча зграя»).